# Абхазури
Абхазури — блюдо грузинской кухни; рубленое мясо с курдючным салом и зёрнами граната, завернутое в жировую сетку (сальник). Родина блюда — Абхазия.

## Ингредиенты
Основой компонент блюда — мясо, нарезанное маленькими кусками или прокрученное на мясорубке с крупной решёткой. В традиционном рецепте (Западная Грузия) используется молодая говядина, но  есть варианты с использованием баранины (на востоке Грузии), а также свинины и сборных составов (к примеру, говядина и свинина в пропорции 50/50). В  большинстве рецептов вторым по значимости ингредиентом является курдючное сало, добавляемое к мясу в пропорции 1/2-1/3. Также в состав блюда входят лук, чеснок и различного рода зелень и специи (чёрный и красный перец, кориандр, чабер, базилик, уцхо-сунели и др.). Еще один необходимый компонент блюда — зёрна граната; в некоторых рецептах вместо граната используется барбарис.

## Этимология
Слово "абхазури" имеет достаточно прозрачную этимологию и переводится как "абхазский", "по-абхазски"  Абхазури стоит в одном ряду с другими названиями блюд, танцев и т.п., производных от названий местности, города или народа (как «мтиулури», «осури»).

## Приготовление
В рубленное мясо/фарш добавляется мелко нарезанная свежая зелень, лук, чеснок, острый перец, зерна граната и специи. Всё тщательно перемешивается до состояния однородности. 
Из фарша формируются овальные котлетки, которые заворачиваются в нарезаные полоски жировой сетки. Полученные котлетки быстро обжариваются на сковороде с двух сторон на сильном огне, после чего на среднем огне доводятся до готовности. Ещё один вариант приготовления абхазури — на кеци в духовке.
Блюдо подаётся на разогретом кеци, перед подачей посыпается нарезанным луком и зёрнами граната, в качестве соуса можно использовать аджику или ткемали.
Рецепт приготовления абхазури идентичен рецепту, по которому абхазы готовили "котлеты" из баранины или говядины. Данный рецепт указан под названием «Баранина, жаренная по-абхазски» в фундаментальном труде 1989 года, кандидата исторических наук, этнолога Г.Г. Копешавидзе. «Абхазская кухня» стр. 31. 